# نولان كيلي
نولان كيلي (بالإنجليزية: Nolan Keeley)‏ (24 مايو 1951 في المملكة المتحدة - ) هو لاعب كرة قدم بريطاني في مركز الوسط. لعب مع سكونثورب يونايتد ولينكولن سيتي أف سي ونادي كينغز لين وغريت يارموث تاون ‏.